# Hersch Ostropoler
Hersch Ostropoler (Balta, na 1750 – Międzybórz, na 1800),  Jiddisch: Hershele Ostropolier, zelfs Herschel Ostrapolier en Hirsch Ostropoler) was een Joodse komiek, cabaretier en nar. Zijn humor en zijn grappen maakten deel uit van de Oost-Europese Joodse folklore. Informatie over zijn leven en werk zijn alleen gebaseerd op mondelinge overlevering, maar zijn historische bestaan is niet twijfelachtig.
Ostropolers naam is afgeleid van de voormalige Poolse stad Ostropol in het huidige Oekraïne, waar hij een lange tijd als ritueel slachter (sjocheet) leefde. Hij trok als dakloze door Podolië en vertelde zijn komische verhalen in kroegen. Slachtoffer van zijn ondeugende streken, zoals Tijl Uilenspiegel dat ook deed, waren onwetende Joden en domme boeren. Een tijdje leefde hij aan het hof van Baruch Toltschiner (= Baruch uit Tulczyn, 1780-1810). 
Zijn verhalen werden zowel mondeling als schriftelijk in het midden van de 20e eeuw verteld in verschillende versies in Polen en Rusland. Chaim Bloch meldde dat Ostropoler zijn  anekdotes van Ostropoler Eljukim (idool Krummfuß) (Krzywynogy) uit Radom had overgenomen. Ostropoler was een achterkleinzoon van de kabbalist Rabbi Samson Ostropoler (overleden 1648). 